# Carrosserie Kellner

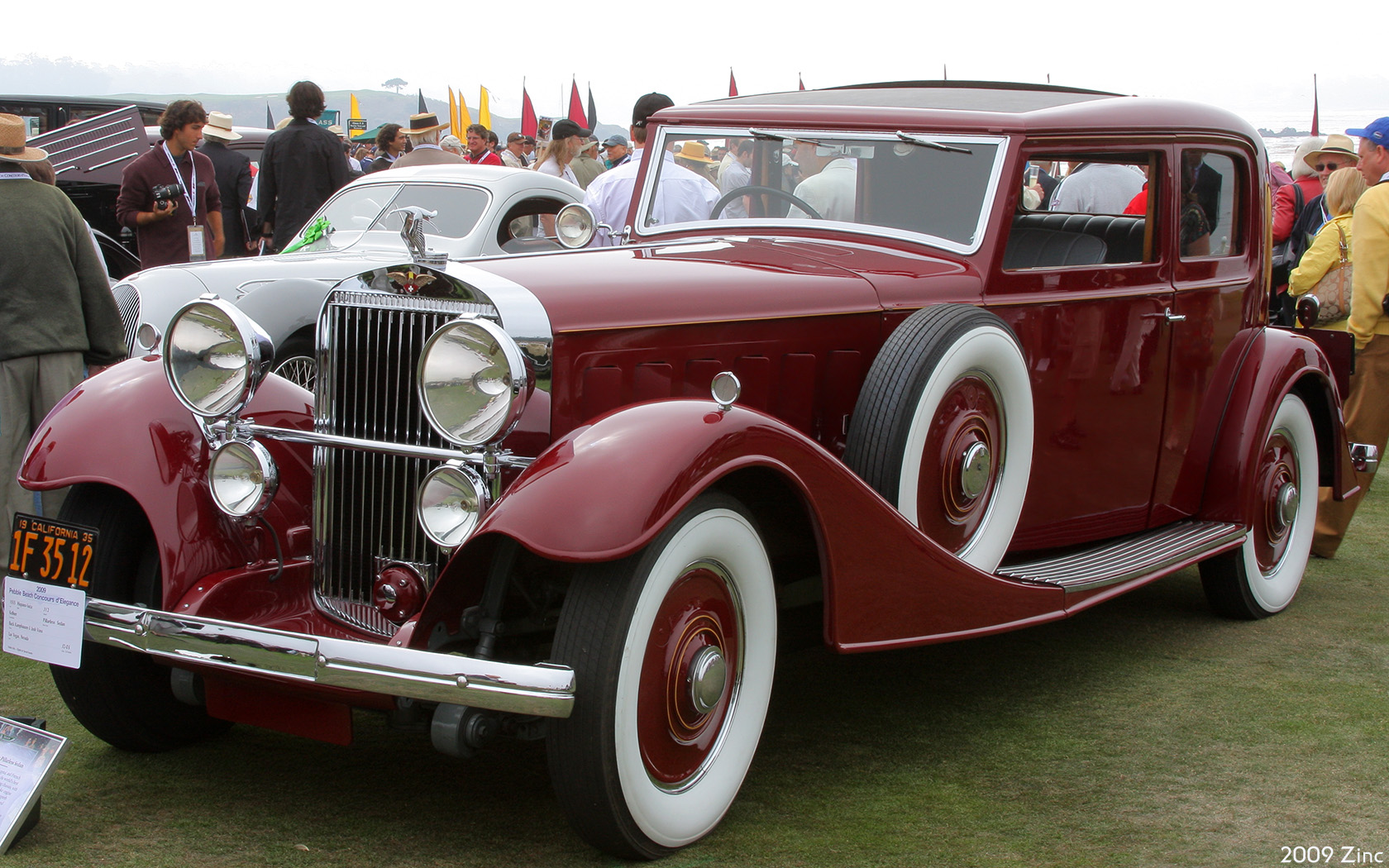
Hispano-Suiza J12 1935 med Kellner-kaross.

Carrosserie Kellner var en fransk karossmakare med verksamhet i Paris.
Företaget grundades 1861 av George Kellner för att bygga hästvagnar. I början av 1900-talet övergick företaget till bilkarosser. Under första världskriget byggde Kellner flygplanskroppar. Kellner är mest kända för sina karosser åt Hispano-Suiza samt en av sex byggda Bugatti Type 41. 